# Црква Светог пророка Илије у Горњој Лисини
Црква Светог пророка Илије у Горњој Лисини, насељеном месту на територији општине Босилеград, православни је храм који припада Епархији врањској Српске православне цркве.
Црква посвећена Светом пророку Илији подигнута је 1871. године на једном узвишењу, а година изградње може се јасно прочитати са натписа на западној фасади, испод прозора.
Иконостас представља тип проширеног иконостаса, са престоним иконама Светог Ђорђа и Светог Димитрија. Иконе је осликао Аврам Дичов 1873. године и потписао се неколико пута на престоним иконама. На иконостасу је 52 иконе. Црква има свој мобилијар и богослужбене предмете, као што су архијерејски трон, певница, полијелеји и два литургијска барјака.
Реновирана је у периоду од 2000. до 2004. године. На дан спомена Светог пророка Илије одржава се велики свенародни сабор.